# Sirius Isness
«Sirius Isness» — музичний дует з Франції, який спеціалізується в стилі психоделічного трансу (psychedelic trance). Дует з'явився в 2000 році.
Колектив складається з двох осіб: Макса Петерсона (Max Peterson) і Давіни Ельмосніно (Davina Elmosnino). Макс Петерсон також був лідером групи «Biodegradable». Однак у середині 90-х років учасники групи Самі Гудіч (Sami Guidiche) і Ніко Оеш (Nico Oesch) вирішують зайнятися сольною кар'єрою, а Макс Петерсон створює новий проект Sirius Isness.
З початку свого створення дует веде активну концертну діяльність, співпрацюючи з такими компаніями звукозапису, як Dragonfly Records, Shiva Space Japan, Yellow Sunshine Explosion, Space Tribe Music, 3D Vision, Spun Records.

## Альбоми
- Mind Your Own Isness (2006)
- Trance Fusion (2006)
- Breaking the Matrix (2005)
- Resolution of Duality (2004)